# Kyle Rudolph
(en) Statistiques sur pro-football-reference
Kyle Rudolph, né le 9 novembre 1989 à Cincinnati en Ohio, est un joueur américain de football américain évoluant au poste de tight end avec les Giants de New York dans la National Football League (NFL).

## Biographie

### Carrière professionnelle

#### Draft
Il est sélectionné lors de la draft 2011 à la 43e position par les Vikings du Minnesota. Il est le premier tight end de sa cuvée à être sélectionné .

#### Saison 2011
Durant son année recrue, il alterne avec Visanthe Shiancoe et Jim Kleinsasser au poste de tight end partant de l'équipe. Il débute 8 matchs et participe à 15 des 16 matchs de son équipe pour une récolte de 26 passes attrapées et 3 touchdowns.

#### Saison 2012
À sa deuxième année avec les Vikings, il réussit à se tailler un poste dans la formation partante. Il participe à tous les matchs de son équipe. Il cumule 53 passes attrapées pour des sommets personnels de 493 yards de gains et 9 touchdowns. Grâce à ses performances, il est élu au Pro Bowl. Il est nommé joueur du match du Pro Bowl en attrapant 5 passes pour 122 yards et récoltant 1 touchdown.

#### Saison 2013
Durant le huitième match de la saison régulière, contre les Cowboys de Dallas, il se fracture le pied gauche et il ratera le reste de la saison. Il totalise 30 passes attrapées pour une récolte de 3 touchdowns.

#### Saison 2014
Le 27 juillet 2014, il signe un contrat de 5 saisons qui va lui rapporter 36.5 millions de dollars. Sa quatrième année chez les professionnels est marquée par les blessures. Il rate 8 matchs à cause de blessure à l'abdomen, à l'aine, à la cheville et à un genou. Il récolte 24 passes attrapées et 2 touchdowns.

#### Statistiques
| Année | Équipe               | G  | Rec | Yds  | Avg  | Lng | TD |
| ----- | -------------------- | -- | --- | ---- | ---- | --- | -- |
| 2011  | Vikings du Minnesota | 15 | 26  | 249  | 9.6  | 41  | 3  |
| 2012  | Vikings du Minnesota | 16 | 53  | 493  | 9.3  | 29  | 9  |
| 2013  | Vikings du Minnesota | 8  | 30  | 313  | 10.4 | 31  | 3  |
| 2014  | Vikings du Minnesota | 9  | 24  | 231  | 9.6  | 23  | 2  |
| 2015  | Vikings du Minnesota | 16 | 49  | 495  | 10.1 | 47  | 5  |
| 2016  | Vikings du Minnesota | 16 | 83  | 840  | 10.1 | 44  | 7  |
| 2017  | Vikings du Minnesota | 16 | 57  | 532  | 9.3  | 34  | 8  |
| 2018  | Vikings du Minnesota | 16 | 64  | 634  | 9.9  | 44  | 4  |
| Total | -                    | 48 | 153 | 1431 | 9.4  | 43  | 20 |

## Récompenses
- Walter Payton Man of the year 2018[3]